# Адольф-Вільгельм фон Гаммерштайн-Екворд
Барон Антон-Вільгельм фон Гаммерштайн-Екворд (нім. Adolf-Wilhelm Freiherr von Hammerstein-Equord; 11 березня 1918, Мюнхен — 28 квітня 2010, Мюнхен) — німецький офіцер-підводник, капітан-лейтенант крігсмаріне.

## Біографія
Представник давнього знатного роду. 3 квітня 1937 році поступив на службу в крігсмаріне. З 2 вересня 1939 року — офіцер взводу 13-го дивізіону корабельних гармат. З липня 1940 року — дивізійний, 2-й зенітний і вахтовий офіцер на лінкорі «Шарнгорст». З 15 жовтня 1940 по  30 березня 1941 року проходив базову підготовку підводника, з 17 квітня по 20 травня 1941 року — курс ознайомлення з будовою підводного човна U-402. З 21 травня по 25 жовтня 1941 року — перший вахтовий офіцер на U-402. З 31 жовтня 1941 року — допоміжний, з січня по 30 квітня 1942 року — 1-й вахтовий офіцер на U-71, на якій брав участь у двох походах (92 дні в морі). За цей час човен потопив 5 кораблів загальним тоннажем 39 000 брт. З 6 травня по 25 червня 1942 року пройшов курс командира човна в 24-й навчальній флотилії, з 26 червня по 31 липня — командирську практику на U-149. З 1 серпня 1942 по 14 травня 1944 року — командир U-149. Оскільки U-149 був навчальним човном, Гаммерштайн не здійснив на ньому жодного походу. З 15 травня 1944 року — 2-й офіцер Адмірал-штабу в штабі командувача пдіводними човнами в Норвегії. 18 травня 1945 року взятий в полон британськими військами. В жовтні 1945 року звільнений, повернувся до Німеччини і оселився в Прін-ам-Кімзе. В 1957 році разом із сім'єю переїхав до Мюнхена, де згодом став директором страхової компанії.

## Звання
- Кандидат в офіцери (3 квітня 1937)
- Морський кадет (21 вересня 1937)
- Фенріх-цур-зее (1 травня 1938)
- Оберфенріх-цур-зее (1 липня 1939)
- Лейтенант-цур-зее (1 серпня 1939)
- Оберлейтенант-цур-зее (1 вересня 1941)
- Капітан-лейтенант (1 вересня 1944)

## Нагороди
- Залізний хрест
  - 2-го класу (22 січня 1942)
  - 1-го класу (21 квітня 1942)
- Нагрудний знак підводника (21 квітня 1942)